# Список віцепрезидентів США
Віцепрезидент США (англ. Vice President of the United States) — друга за важливістю після Президента США посадова особа в системі виконавчої гілки федерального уряду США. Першим віцепрезидентом був Джон Адамс, а зараз ним є Джей Ді Венс. За всю історію посади її обіймали 50 людей.
У перші роки існування інституту віцепрезидентства у Сполучених Штатах цю посаду обіймала особа, яка займала друге місце на виборах президента. Утім, після виборів 1800 року, коли Демократично-республіканська партія намагалася провести схему, за якою б і президентом, і віцепрезидентом став її представник, що призвело до глухого кута в дебатах, була прийнята поправка до Конституції, за якою виборщики повинні голосувати за президента і за віцепрезидента окремо.
Віцепрезидент не має багато повноважень, його основна функція зводиться до того, щоби змогти замінити президента у разі потреби; восьмеро віцепрезидентів обійняли найвищу посаду внаслідок смерті попередників і один через відставку. Крім того, віцепрезидент є формальним головою Сенату, але голосує тільки у випадку, якщо голоси сенаторів розділилися порівну. Вимоги до кандидатів у віцепрезиденти такі самі, як і до кандидатів у президенти. 14 віцепрезидентів стали президентами (9 — в результаті відставки або смерті президента, 4 були вибрані одразу після завершення терміну віцепрезидентства, а Річард Ніксон — через 8 років після віцепрезидентства); 7 померли на посаді; двоє пішли у відставку.
Початковий текст Конституції щодо обіймання віцепрезидентом посади президента був сформульований неточно. Викликало незгоду питання чи стає віцепрезидент президентом, чи просто виконує його обов'язки. Перший такий прецедент відбувся 1841 року, коли Джон Тайлер, який як віцепрезидент мав замінити померлого президента Вільяма Генрі Гаррісона, навідріз відмовився бути виконувачем обов'язків і став президентом. Така практика склалася традиційно і надалі, а у 1967 році вона була закріплена поправкою до Конституції.
Віцепрезиденти обиралися із 21 штату з 50-ти. Більша частина походить із п'ятьох: Нью-Йорк (11), Індіана (5), Массачусетс (4), Кентуккі (3), Техас (3).
Значні перерви у термінах віцепрезидентства можуть бути пояснені тим, що ця посада не завжди була зайнята. Час від часу таке відбувалося, коли віцепрезидент став президентом або помер чи був убитий.

## Віцепрезиденти
Федералістська
      Демократично-республіканська
      Демократична
      Вігів
      Республіканська
| №  | Віцепрезидент                                                   | Віцепрезидент                                                    | Роки віцепрезидентства | Роки життя | Президент                       | Штат              |
| -- | --------------------------------------------------------------- | ---------------------------------------------------------------- | ---------------------- | ---------- | ------------------------------- | ----------------- |
| 1  |                                                                 | Джон Адамс (John Adams)                                          | 1789—1797              | 1735—1826  | Джордж Вашингтон                | Массачусетс       |
| 2  |                                                                 | Томас Джефферсон (Thomas Jefferson)                              | 1797—1801              | 1743—1826  | Джон Адамс                      | Вірджинія         |
| 3  |                                                                 | Аарон Берр (Aaron Burr)                                          | 1801—1805              | 1756—1836  | Томас Джефферсон                | Нью-Йорк          |
| 4  |                                                                 | Джордж Клінтон (George Clinton)                                  | 1805—1812              | 1739—1812  | Томас Джефферсон Джеймс Медісон | Нью-Йорк          |
| 1  | Пост вакантний через смерть віцепрезидента                      | Пост вакантний через смерть віцепрезидента                       | 1812—1813              |            | Джеймс Медісон                  |                   |
| 5  |                                                                 | Елбридж Геррі (Elbridge Gerry)                                   | 1813—1814              | 1744—1814  | Джеймс Медісон                  | Массачусетс       |
| 2  | Пост вакантний через смерть віцепрезидента                      | Пост вакантний через смерть віцепрезидента                       | 1814—1817              |            | Джеймс Медісон                  |                   |
| 6  |                                                                 | Деніел Томпкінс (Daniel D. Tompkins)                             | 1817—1825              | 1774—1825  | Джеймс Монро                    | Нью-Йорк          |
| 7  |                                                                 | Джон Колдвелл Келхун (John C. Calhoun)                           | 1825—1832              | 1782—1850  | Джон Квінсі Адамс Ендрю Джексон | Південна Кароліна |
| 3  | Пост вакантний через відставку віцепрезидента                   | Пост вакантний через відставку віцепрезидента                    | 1832—1833              |            | Ендрю Джексон                   |                   |
| 8  |                                                                 | Мартін ван Бюрен (Martin Van Buren)                              | 1833—1837              | 1782—1862  | Ендрю Джексон                   | Нью-Йорк          |
| 9  |                                                                 | Річард Ментор Джонсон (Richard Mentor Johnson)                   | 1837—1841              | 1780—1850  | Мартін ван Бюрен                | Кентуккі          |
| 10 |                                                                 | Джон Тайлер (John Tyler)                                         | 1841—1841              | 1790—1862  | Вільям Генрі Гаррісон           | Вірджинія         |
| 4  | Пост вакантний через зайняття віцепрезидентом посади президента | Пост вакантний через зайняття віцепрезидентом посади президента  | 1841—1845              |            | Джон Тайлер                     |                   |
| 11 |                                                                 | Джордж Даллас (George M. Dallas)                                 | 1845—1849              | 1792—1864  | Джеймс Нокс Полк                | Пенсільванія      |
| 12 |                                                                 | Міллард Філлмор (Millard Fillmore)                               | 1849—1850              | 1792—1864  | Закарі Тейлор                   | Нью-Йорк          |
| 5  | Пост вакантний через зайняття віцепрезидентом посади президента | Пост вакантний через зайняття віцепрезидентом посади президента  | 1850—1853              |            | Міллард Філлмор                 |                   |
| 13 |                                                                 | Вільям Руфус Кінг (William R. King)                              | 1853—1853              | 1786—1853  | Франклін Пірс                   | Алабама           |
| 6  | Пост вакантний через смерть віцепрезидента                      | Пост вакантний через смерть віцепрезидента                       | 1853—1857              |            | Франклін Пірс                   |                   |
| 14 |                                                                 | Джон Кебелл Брекінрідж (John C. Breckinridge)                    | 1857—1861              | 1821—1875  | Джеймс Б'юкенен                 | Кентуккі          |
| 15 |                                                                 | Ганнібал Гемлін (Hannibal Hamlin)                                | 1861—1865              | 1809—1891  | Авраам Лінкольн                 | Мен               |
| 16 |                                                                 | Ендрю Джонсон (Andrew Johnson)                                   | 1865—1865              | 1808—1875  | Авраам Лінкольн                 | Теннессі          |
| 7  | Пост вакантний через зайняття віцепрезидентом посади президента | Пост вакантний через зайняття віцепрезидентом посади президента  | 1865—1869              |            | Ендрю Джонсон                   |                   |
| 17 |                                                                 | Шайлер Колфакс (Schuyler Colfax)                                 | 1869—1873              | 1823—1885  | Улісс Грант                     | Індіана           |
| 18 |                                                                 | Генрі Вілсон (Henry Wilson)                                      | 1873—1875              | 1812—1875  | Улісс Грант                     | Массачусетс       |
| 8  | Пост вакантний через смерть віцепрезидента                      | Пост вакантний через смерть віцепрезидента                       | 1875—1877              |            | Улісс Грант                     |                   |
| 19 |                                                                 | Вільям Елмон Вілер (William A. Wheeler)                          | 1877—1881              | 1819—1887  | Резерфорд Хейз                  | Нью-Йорк          |
| 20 |                                                                 | Честер Алан Артур (Chester A. Arthur)                            | 1881—1881              | 1829—1886  | Джеймс Гарфілд                  | Нью-Йорк          |
| 9  | Пост вакантний через зайняття віцепрезидентом посади президента | Пост вакантний через зайняття віцепрезидентом посади президента  | 1881—1885              |            | Честер Алан Артур               |                   |
| 21 |                                                                 | Томас Гендрікс (Thomas A. Hendricks)                             | 1885—1885              | 1819—1885  | Гровер Клівленд                 | Індіана           |
| 10 | Пост вакантний через смерть віцепрезидента                      | Пост вакантний через смерть віцепрезидента                       | 1885—1889              |            | Гровер Клівленд                 |                   |
| 22 |                                                                 | Леві Мортон (Levi P. Morton)                                     | 1889—1893              | 1824—1920  | Бенджамін Гаррісон              | Нью-Йорк          |
| 23 |                                                                 | Едлай Стівенсон (Adlai Stevenson)                                | 1893—1897              | 1835—1914  | Гровер Клівленд                 | Іллінойс          |
| 24 |                                                                 | Гаррет Гобарт (Garret A. Hobart)                                 | 1897—1899              | 1844—1899  | Вільям Мак-Кінлі                | Нью-Джерсі        |
| 11 | Пост вакантний через смерть віцепрезидента                      | Пост вакантний через смерть віцепрезидента                       | 1899—1901              |            | Вільям Мак-Кінлі                |                   |
| 25 |                                                                 | Теодор Рузвельт (Theodore Roosevelt)                             | 1901—1901              | 1858—1919  | Вільям Мак-Кінлі                | Нью-Йорк          |
| 12 | Пост вакантний через зайняття віцепрезидентом посади президента | Пост вакантний через зайняття віцепрезидентом посади президента  | 1901—1905              |            | Теодор Рузвельт                 |                   |
| 26 |                                                                 | Чарлз Фербенкс (Charles W. Fairbanks)                            | 1905—1909              | 1852—1918  | Теодор Рузвельт                 | Індіана           |
| 27 |                                                                 | Джеймс Шерман (James S. Sherman)                                 | 1909—1912              | 1855—1912  | Вільям Говард Тафт              | Нью-Йорк          |
| 13 | Пост вакантний через смерть віцепрезидента                      | Пост вакантний через смерть віцепрезидента                       | 1912—1913              |            | Вільям Говард Тафт              |                   |
| 28 |                                                                 | Томас Маршалл (Thomas R. Marshall)                               | 1913—1921              | 1854—1925  | Томас Вудро Вільсон             | Індіана           |
| 29 |                                                                 | Калвін Кулідж (Calvin Coolidge)                                  | 1921—1923              | 1872—1933  | Воррен Гардінг                  | Массачусетс       |
| 14 | Пост вакантний через зайняття віцепрезидентом посади президента | Пост вакантний через зайняття віцепрезидентом посади президента  | 1923—1925              |            | Калвін Кулідж                   |                   |
| 30 |                                                                 | Чарлз Доз (Charles G. Dawes)                                     | 1925—1929              | 1865—1951  | Калвін Кулідж                   | Іллінойс          |
| 31 |                                                                 | Чарлз Кертіс (Charles Curtis)                                    | 1929—1933              | 1860—1936  | Герберт Кларк Гувер             | Канзас            |
| 32 |                                                                 | Джон Гарнер (John Nance Garner)                                  | 1933—1941              | 1868—1967  | Франклін Делано Рузвельт        | Техас             |
| 33 |                                                                 | Генрі Воллес (Henry A. Wallace)                                  | 1941—1945              | 1888—1965  | Франклін Делано Рузвельт        | Айова             |
| 34 |                                                                 | Гаррі Трумен (Harry S. Truman)                                   | 1945—1945              | 1884—1972  | Франклін Делано Рузвельт        | Міссурі           |
| 15 | Пост вакантний через зайняття віцепрезидентом посади президента | Пост вакантний через зайняття віцепрезидентом посади президента  | 1945—1949              |            | Гаррі Трумен                    |                   |
| 35 |                                                                 | Олбен Барклі (Alben W. Barkley)                                  | 1949—1953              | 1877—1956  | Гаррі Трумен                    | Кентуккі          |
| 36 |                                                                 | Річард Ніксон (Richard Nixon)                                    | 1953—1961              | 1913—1994  | Дуайт Ейзенхауер                | Каліфорнія        |
| 37 |                                                                 | Ліндон Джонсон (Lyndon B. Johnson)                               | 1961—1963              | 1908—1973  | Джон Фіцджеральд Кеннеді        | Техас             |
| 16 | Пост вакантний через зайняття віцепрезидентом посади президента | Пост вакантний через зайняття віцепрезидентом посади президента  | 1963—1965              |            | Ліндон Джонсон                  |                   |
| 38 |                                                                 | Г'юберт Гамфрі (Hubert Humphrey)                                 | 1965—1969              | 1911—1978  | Ліндон Джонсон                  | Міннесота         |
| 39 |                                                                 | Спіро Агню (Spiro Agnew)                                         | 1969—1973              | 1918—1996  | Річард Ніксон                   | Меріленд          |
| 17 | Пост вакантний через відставку віцепрезидента                   | Пост вакантний через відставку віцепрезидента                    | 1973                   |            | Річард Ніксон                   |                   |
| 40 |                                                                 | Джеральд Форд (Gerald Ford)                                      | 1973—1974              | 1913—2006  | Річард Ніксон                   | Мічиган           |
| 18 | Пост вакантний через зайняття віцепрезидентом посади президента | Пост вакантний через зайняття віцепрезидентом посади президента  | 1974                   |            | Джеральд Форд                   |                   |
| 41 |                                                                 | Нельсон Рокфеллер (Nelson Rockefeller)                           | 1974—1977              | 1908—1979  | Джеральд Форд                   | Нью-Йорк          |
| 42 |                                                                 | Волтер Мондейл (Walter Mondale)                                  | 1977—1981              | 1928—2021  | Джиммі Картер                   | Міннесота         |
| 43 |                                                                 | Джордж Герберт Вокер Буш (Джордж Буш-старший; George H. W. Bush) | 1981—1989              | 1924 —2018 | Рональд Рейган                  | Техас             |
| 44 |                                                                 | Ден Квейл (Dan Quayle)                                           | 1989—1993              | нар. 1947  | Джордж Герберт Вокер Буш        | Індіана           |
| 45 |                                                                 | Альберт Ґор (Al Gore)                                            | 1993—2001              | нар. 1948  | Білл Клінтон                    | Теннессі          |
| 46 |                                                                 | Дік Чейні (Dick Cheney)                                          | 2001—2009              | нар. 1941  | Джордж Вокер Буш                | Вайомінг          |
| 47 |                                                                 | Джо Байден (Joe Biden)                                           | 2009—2017              | нар. 1942  | Барак Обама                     | Делавер           |
| 48 |                                                                 | Майк Пенс (Mike Pence)                                           | 2017—2021              | нар. 1959  | Дональд Трамп                   | Індіана           |
| 49 |                                                                 | Камала Гарріс (Kamala Harris)                                    | 2021—2025              | нар. 1964  | Джо Байден                      | Каліфорнія        |
| 50 |                                                                 | Джей Ді Венс (James David Vance)                                 | з 2025                 | нар. 1984  | Дональд Трамп                   | Огайо             |

## Живі віцепрезиденти
Станом на серпень 2025 року живуть семеро американських віцепрезидентів:
| Віцепрезидент | Роки віцепрезидентства | Дата народження   |
| ------------- | ---------------------- | ----------------- |
| Ден Квейл     | 1989-1993              | 4 лютого 1947     |
| Альберт Ґор   | 1993-2001              | 31 березня 1948   |
| Дік Чейні     | 2001-2009              | 30 січня 1941     |
| Джо Байден    | 2009-2017              | 20 листопада 1942 |
| Майк Пенс     | 2017-2021              | 7 червня 1959     |
| Камала Гарріс | 2021-2025              | 20 листопада 1964 |
| Джей Ді Венс  | з 2025                 | 2 серпня 1984     |